# Polarografía
La polarografía es una subclase de voltamperometría donde el electrodo de trabajo es un electrodo de gota de mercurio (DME), útil por su amplio rango catódico y su superficie renovable. Fue inventado en 1925 por el químico checo Jaroslav Heyrovský con la puesta a punto del primer polarógrafo.

## Teoría de operación

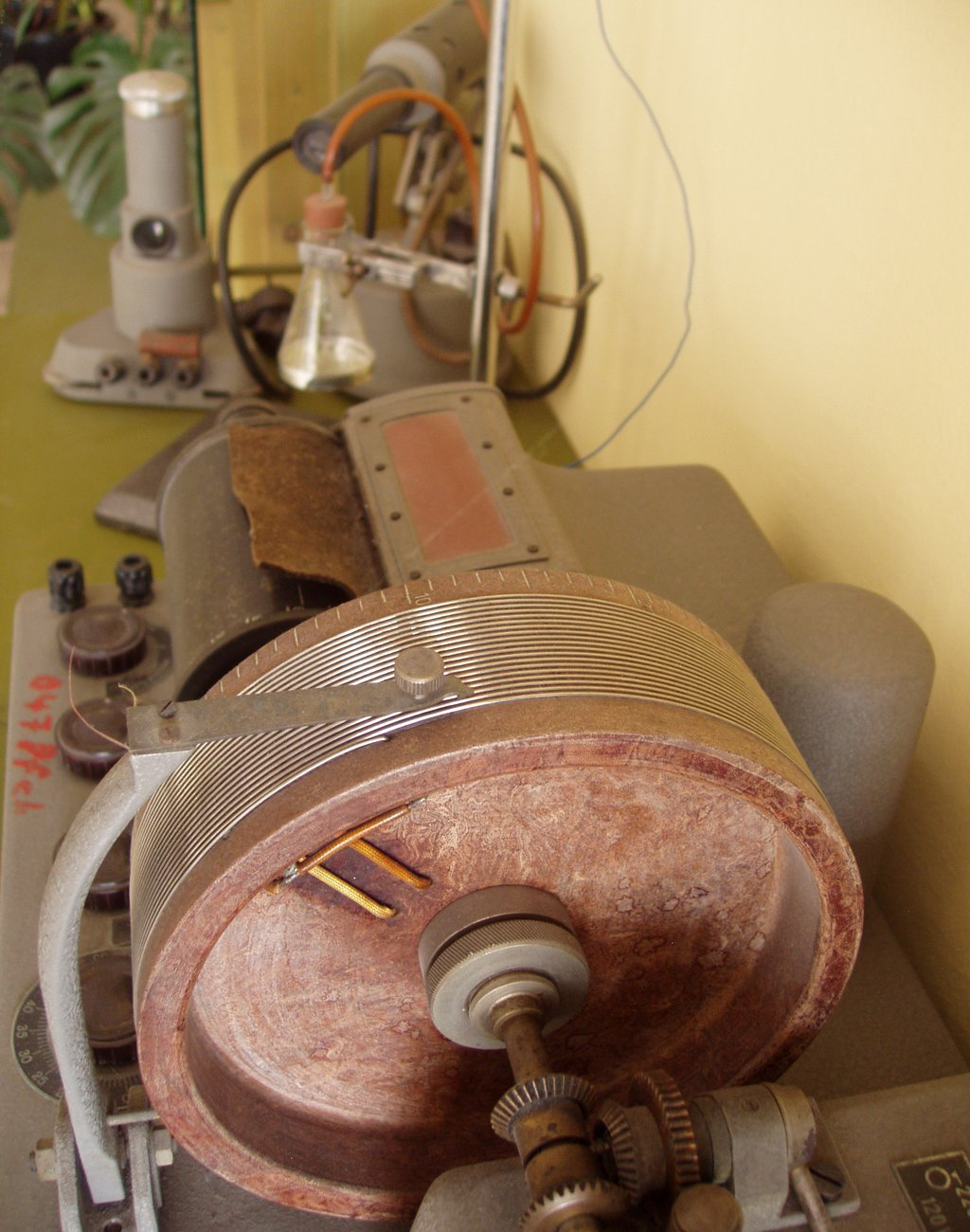
Polarógrafo de Heyrovský.

La polarografía es una medida voltamperométrica cuya respuesta está determinada por el transporte combinado de masa difusión/convección.
La polarografía es un tipo específico de medida que cae en la categoría general de voltamperometría de barrido lineal, donde el potencial de electrodo se encuentra alterado en forma lineal desde el potencial inicial hasta el potencial final. Como método de barrido lineal controlado por el transporte de masa por difusión/convección, la respuesta corriente vs. potencial de un experimento polarográfico tiene la típica forma sigmoidal. Lo que hace a la polarografía diferente de otras medidas de voltamperometría lineal de barrido es que polarografía hace uso del electrodo de gota de mercurio (DME).
Una gráfica de la corriente vs. potencial en un experimento de polarografía muestra las oscilaciones de corriente correspondientes a las gotas de mercurio que caen desde el capilar. Si se conecta el máximo de corriente de cada gota resultaría una forma sigmoidea. La corriente limitante (la meseta en el sigmoide), llamada corriente de difusión porque la difusión es la principal contribución al flujo de material electroactivo en este momento de la vida gota de mercurio, se relaciona con la concentración del analito mediante la ecuación de Ilkovic:
{\displaystyle i_{d}=607nD^{1/2}m^{2/3}t^{1/6}C}
Donde:
- {\displaystyle D} es el coeficiente de difusión del analito en el medio (cm²/s),

- {\displaystyle n} es el número de electrones transferidos por mol de analito,

- {\displaystyle m} es el flujo másico de Hg a través del capilar (mg/s),

- {\displaystyle t} es el tiempo de vida de la gota en segundos,

- {\displaystyle C} es la concentración del analito en mol/cm³.

## Limitaciones

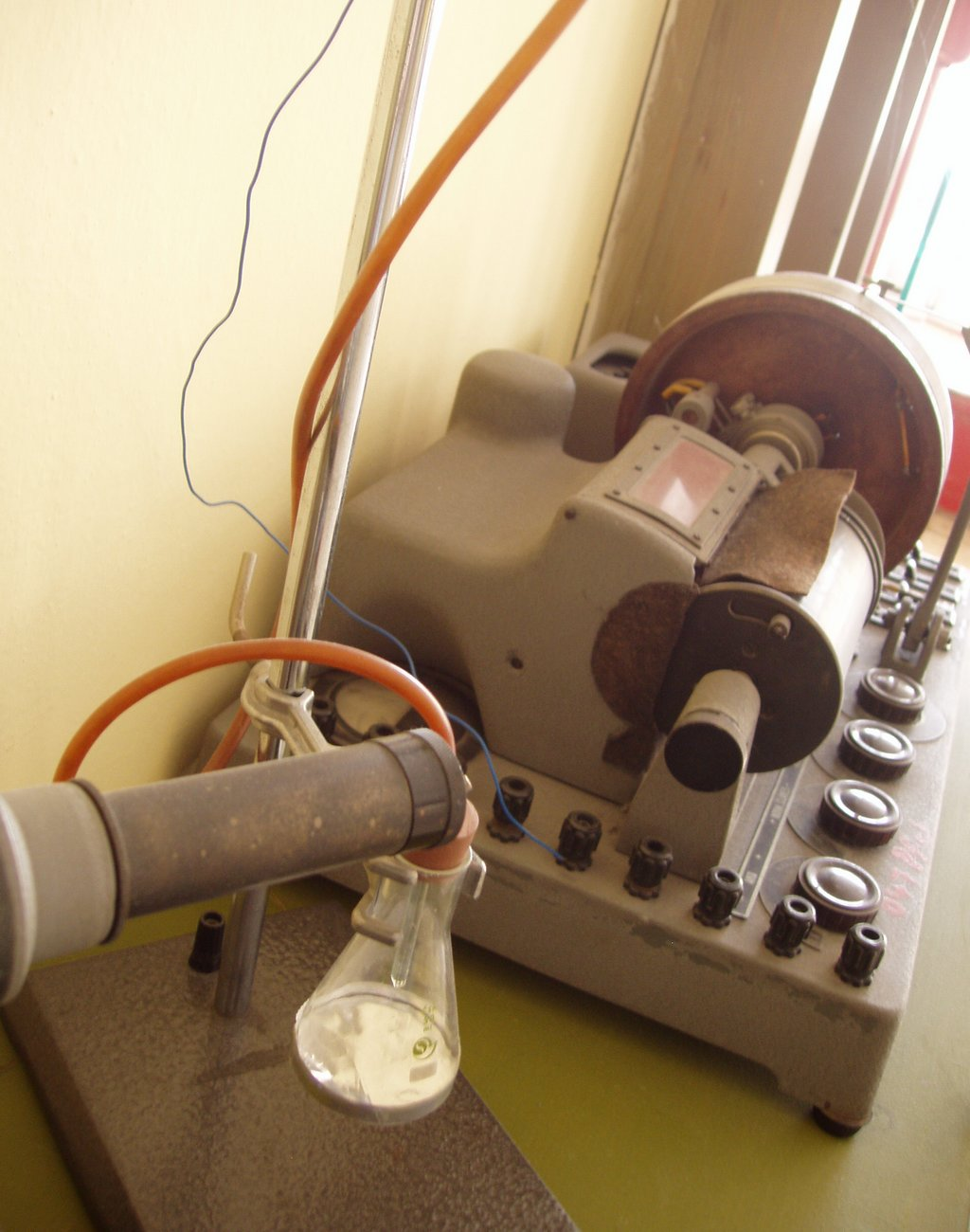
Polarógrafo de Heyrovský y electrodo de gota de mercurio.

Existen varias limitaciones, en particular, para el experimento de polarografía clásico para medidas de análisis cuantitativo. Debido a que la corriente se mide continuamente durante el crecimiento de la gota de Hg, hay una contribución sustancial de la corriente capacitiva. Como el mercurio fluye desde el extremo del capilar, inicialmente hay un gran incremento del área superficial. Como consecuencia, la corriente inicial está dominada por los efectos capacitivos como ocurre con la carga al incrementar rápidamente la interfase. Hacia el final de la vida de la gota, hay un cambio pequeño en el área superficial que disminuyan la contribución de los cambios capacitivos a la corriente total. Al mismo tiempo, cualquier proceso redox que se produzca resultará en corriente faradaica que decae aproximadamente con la raíz cuadrada del tiempo (debido a las crecientes dimensiones de la capa de difusión de Nernst). El decaimiento exponencial de la corriente capacitiva es mucho más rápido que el decaimiento de la corriente faradaica, de ahí que la corriente faradaica sea proporcionalmente mayor al final de la vida gota. Lamentablemente, este proceso está complicado por potencial continuamente cambiante que se aplica al electrodo de trabajo (la gota de Hg) durante todo el experimento. Como el potencial está cambiando durante la vida de gota (asumiendo parámetros experimentales típicos de 2mV/sec de velocidad de barrido y un tiempo de vida de la gota de 4 s, el potencial puede cambiar en 8 mV desde el principio al final de la gota), el cargado de la interfaz (la corriente capacitiva) tiene una contribución continua a la corriente total, aún al final de la gota cuando el área superficial no cambia rápidamente. Como tal, la relación típica señal/ruido de un experimento polarográfico muestra límites de detección de solo aproximadamente 10−5 o 10−6 M.

## Mejoras
La discriminación de la corriente capacitiva pueden mejorarse enormemente mediante las técnicas de “TAST” y pulso polarográficos. Estas han sido desarrolladas con la introducción de sensores potenciométricos digitales. La primera mejora importante se obtiene si la corriente solo se mide al final del tiempo de vida de cada gota (polarografía “TAST”). Otra mejora aún mayor se presenta en la polarografía de pulso diferencial. Aquí, la corriente es medida justo antes de que caiga la gota de Hg y justo después (Pulso de potencial). La medida obtenida por pulso polarográfico está sobrepuesta a la función potencial-tiempo lineal de la exploración voltamétrica. Las amplitudes típicas de estos pulsos se extienden entre 10 y 50 mV, mientras que la duración del pulso es de 20 a 50 ms. La diferencia entre los valores de ambas corrientes se toma como la señal analítica. Esta técnica proporciona una mejora en los límites de detección de entre dos y tres órdenes de magnitud, porque el componente capacitivo es suprimido eficazmente.

## Información cualitativa
La información cualitativa también puede ser determinada a partir del potencial de onda media del polarograma (el gráfico corriente vs. potencial en un experimento  polarografico). El valor del potencial de onda media está relacionado con el potencial estándar para la reacción redox que está siendo estudiada.